# Cody Johnson
Cody Daniel Johnson (Huntsville, Texas, 21 de mayo de 1987), conocido simplemente como Cody Johnson, es un cantante y compositor de música country estadounidense. Ha autoeditado seis álbumes, incluido Gotta Be Me, que debutó en el número dos en la lista de álbumes country Billboard, antes de lanzar su primer álbum con un sello importante, Ain't Nothin' to It, en enero de 2019. Lanzó su segundo álbum con un sello importante, Human: The Double Album, en octubre de 2021. Su estilo se clasifica como country contemporáneo y country neotradicional, con influencias de artistas como George Strait y Willie Nelson. Su canción "'Til You Can't" ganó dos premios en los Country Music Association Awards en 2022.Su álbum “Leather” ganó el Álbum del Año de la CMA el 20 de noviembre de 2024.

## Biografía
Cody Daniel Johnson, también conocido como "CoJo", nació en Huntsville, Texas, hijo de Sheila y Carl Johnson. Cody creció allí. Comenzó a tocar música a los 12 años  Aprendió de su padre, quien actuaba en su iglesia local.
Cody aprendió a cantar y tocar varios instrumentos; también aprendió a leer y comprender la música. Actuó en la escuela y en bares, donde descubrió que la gente disfrutaba de su música. Al mismo tiempo, montaba toros profesionalmente en rodeos locales e incluso trabajó junto a su padre en el sistema penitenciario local. A la edad de 19 años, el director de la prisión finalmente convenció a Cody para que se dedicara a tiempo completo a su carrera musical.

## Carrera
En 2006, Cody Johnson formó la Cody Johnson Band junto con su padre, Carl, y el baterista Nathan Reedy. Juntos grabaron un álbum, Black and White Label. En 2006, la banda incorporó a Matt Rogers como guitarrista principal y grabó un álbum en vivo, Live and Rocking, en Shenanigans and Confetti's Club, en Huntsville. Después del lanzamiento del álbum, el padre de Johnson abandonó la banda.
En 2009, Danny Salinas se unió a la banda tocando el bajo. Su primer álbum producido profesionalmente, Six Strings One Dream, fue lanzado en septiembre de 2009, y tres sencillos del álbum alcanzaron el top 10 de las listas de música de Texas. Después del lanzamiento del álbum, la banda agregó a Chris Whitten en el violinista y a Jeff Smith como guitarrista principal. Jody Bartula reemplazó a Whitten como violinista en 2010. El siguiente álbum de Cody Johnson, A Different Day, producido por Trent Willmon, fue lanzado en 2011. Johnson ganó el Premio de Música Regional de Texas 2011 al Nuevo Vocalista Masculino del Año. Luego dejó su trabajo diario en el Departamento de Justicia Criminal de Texas para centrarse en la música a tiempo completo. Se asoció con Kyle Park en 2012 para el Dancin' and Drinkin' at Johnson Park Tour. En ese mismo año, la banda de Johnson, compuesta solamente por Reedy, Smith, Bartula y el bajista Joey Pruski, cambió su nombre a Rockin' CJB's.
El quinto álbum de Johnson, Cowboy Like Me, fue lanzado el 14 de enero de 2014. Fue su segundo álbum producido por Trent Willmon. Vendiendo 8.000 copias en su primera semana de lanzamiento, debutó en el número 25 en la lista Billboard Top Country Albums y en el número 33 en el Billboard 200. En 2014, la banda de Johnson estaba compuesta solamente por Smith, Bartula, Pruski y el baterista Miles Stone. Su sexto álbum, Gotta Be Me, fue lanzado el 5 de agosto de 2016. El álbum debutó en el puesto número 11 del Billboard 200, y en el puesto número 2 de la lista Top Country Albums, vendiendo 23.000 copias en los Estados Unidos en su primera semana. Fue el lanzamiento más exitoso de Johnson hasta la fecha, logrado sin el apoyo de un sello importante ni una amplia difusión en radio.
Johnson hizo historia en el Houston Livestock Show and Rodeo en marzo de 2018 al convertirse en el primer artista independiente y no firmado en tocar para un público con entradas agotadas. El séptimo álbum de Johnson, Ain't Nothin' to It, fue lanzado el 18 de enero de 2019. Incluía el sencillo "On My Way to You", que fue su primer éxito Top 40 en Country Airplay. El álbum y el sencillo fueron lanzados a través de Warner Bros. Records Nashville. En 2019, colaboró con Brooks & Dunn en una nueva versión de su exitosa canción "Red Dirt Road", que aparece en su álbum Reboot.
El octavo álbum de Johnson, Human: The Double Album, fue lanzado en octubre de 2021.

## Arte

### Estilo musical
La música de Cody Johnson no está clasificada como country contemporáneo, country neotradicionalista o cowboy. Marcus Dowling, de CMT, dijo que muchos consideran a Johnson como un líder dentro del movimiento de "regreso al campo" en la industria. En una entrevista con Brett Callwood, Johnson ha descrito su música como una mezcla de géneros: "No estoy seguro de si me llamarías Texas o Red Dirt o mainstream o outlaw. Siempre digo que soy yo. Sueno como sueno y no intento ser nada que no soy".

### Influencias
Johnson se inspira en muchos artistas que se consideran de los días tradicionales de la música country: George Strait, Willie Nelson, Merle Haggard, Hank Williams y Loretta Lynn. En una entrevista con Andy Langer y Texas Monthly en 2019, declaró que se inspira en dos artistas en particular: "El tipo de música country tradicional de George Strait es lo que me gusta, y eso es lo que defiendo. Pero al mismo tiempo, la falta de voluntad de Willie Nelson de dudar de quién es significa lo mismo". Johnson se inspira en su pasado rural de monta de toros y trabajo dentro del sistema penitenciario, lo que, según ha dicho, ha influido en sus canciones como "Guilty as Can Be". En una entrevista con Brett Callwood en Westword, Johnson habló sobre la influencia de sus experiencias laborales anteriores: "Era (Guilty as Can Be) una historia inventada sobre un tipo que descubre a su mujer engañándola, va a prisión y todo lo demás. Rendí homenaje a mis años de prisión allí".  Además, sus experiencias de vida de casi sufrir un accidente aéreo influyeron en "'Til You Can't" y las peleas de bar en las que participó influyeron en la canción "Billy's Brother".

## Discografía
Álbumes de estudio
- Black and White Label (2006)
- Six Strings One Dream (2009)
- A Different Day (2011)
- Cowboy Like Me (2014)
- Gotta Be Me (2016)
- Ain't Nothin' to It (2019)
- Human: The Double Album (2021)
- Leather (2023)